# Gericht Königsberg
Gericht Königsberg kann stehen für historische Gerichte:
- Hofgericht Königsberg, oberstes Gericht in Ostpreußen (1506–1782)
- Oberlandesgericht Königsberg, Ostpreußen
- Landgericht Königsberg, Preußen
- Oberlandesgericht Königsberg (1808–1849), Preußen
- Stadtgericht Königsberg, Preußen
- Landgericht Königsberg (bis 1849) (1823–1849), Preußen
- Kreisgericht Königsberg, Preußen
- Kreisgericht Königsberg Nm., Provinz Brandenburg